# Penisola di Giens

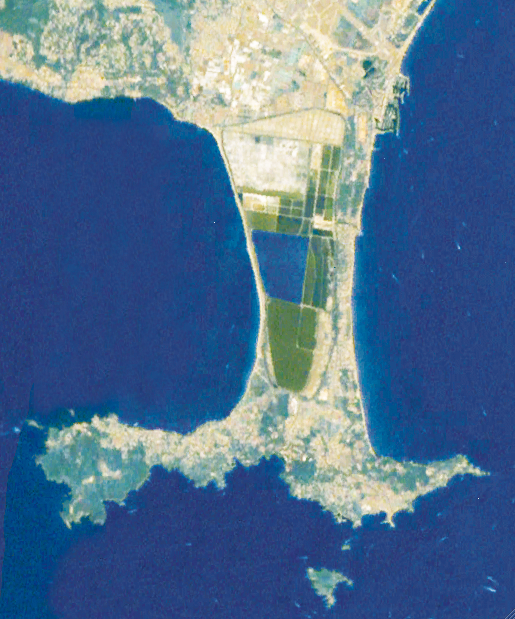
Foto satellitare

La penisola di Giens (in francese presqu'île de Giens, in occitano provenzale la lenga de Gienh secondo la norma classica o la lengo d'Engien secondo la norma mistraliana) è una penisola sita nel comune di Hyères, dipartimento del Var.
L'abitato che le dona il nome è Giens (Engien sulla cartellonistica locale), sede di un marchesato. È ancora presente un vecchio castello.
Giens potrebbe derivare dall'indoeuropeo gen, "golfo" o "mascella", o dall'arabo djaïn, passando dal provenzale gen che significa "gentile". Gli abitanti son detti Arbanais, Arbanesi, dunque senza apparente legame etimologico. Tale parola deriva dalla radice mediterranea alp-, che significa "pietra": quindi, probabilmente, "abitanti del promontorio" o "dello scoglio", laddove tutt'attorno eran mare e acquitrini.
Rinomata zona turistica, è famosa zona di villeggiatura, di sport come il windsurf e il kitesurf, ed è anche conosciuta dagli appassionati di subacquea non solo per interessi naturalistici, ma anche per la possibilità di osservare relitti come i mercantili Le donator, Le Grec, Le Vapeur o il piroscafo Le Michel C.
È stata classificata "Zona di protezione del patrimonio architettonico urbanistico e paesaggistico" nel 29 dicembre 2005, da parte del Consiglio di Stato.

## Geografia
Situata al 43°N, divide la costa settentrionale del bacino occidentale del mar Mediterraneo nel ramo franco-iberico a ovest e franco-italiano a est. Ha forma di fungo capovolto, il cui gambo si allunga verso Sud per 5 km, mentre la testa presenta diametro EO di 6 km e NS di 1,5. Non è quindi riparata dal maestrale, tipico vento del Mediterraneo.
Il promontorio, un tempo isola, è collegato al continente mediante due tomboli, due strisce di terra sottili: per tal motivo geograficamente si configura come isola tidale.
Il tombolo est, più largo (400 m), prosegue fino a l'Ayguade e alle Vecchie Saline. Sono presenti centri abitati, di cui La Capte (precedentemente l'Acapte) è il più importante; mentre sul suo estremo continentale, a sud dell'aeroporto di Tolone-Hyères, si trova il porto d'Hyères. Son presenti inoltre le frazioni di la Bergerie, e le Pousset. Dal lato floro-faunistico, questo litorale è abbastanza degradato.
Al capo settentrionale del tombolo ovest, invece, vi è l'abitato de l'Almanarre, dal nome della fonte Alma Narra che ivi si trovava, come citato in un atto del 1062. Lo stesso tombolo, però, viene, per estensione, chiamato l'Almanarre. Tale lingua di terra, lunga 4 km e largo pochi metri, può essere oggetto di inondazioni, in caso di alta marea, ma, soprattutto, è soggetta a forti venti, cosa che la rende rinomata meta turistica soprattutto per sportivi che praticano discipline come il windsurf e il kitesurf.

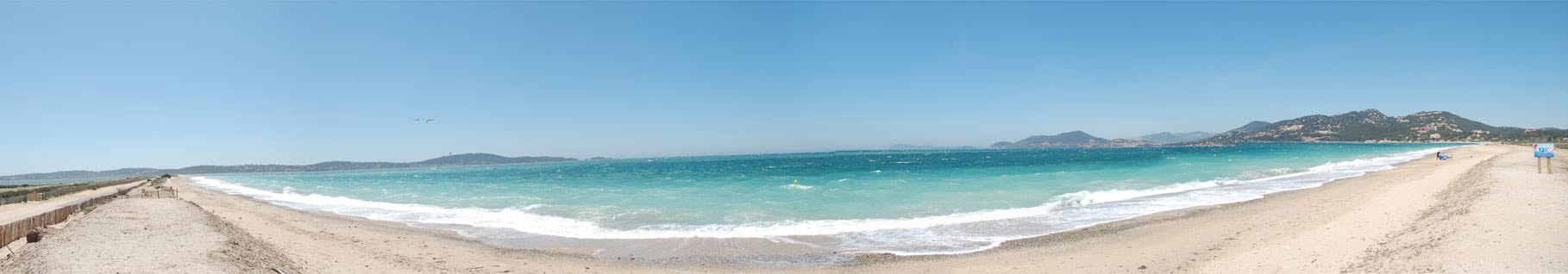

Tra i due tomboli sono presenti della paludi (950 ha), divise in Salins des Pesquiers, a nord, e Étangs de Pesquiers, a sud, che ospitano numerosi punti di osservazione per birdwatching, data l'assortita fauna ornitologica (più di 270 specie). Questo fa della presqu'île un'importante riserva naturale, che è stata infatti associata al Parco nazionale di Port-Cros, che comprende le Isole di Hyères e la zona continentale delle Vieux Salins, vicino all'omonimo quartiere hyèrois Les Salins, da non confondere, quindi, con le paludi saline di Giens.
Queste due regioni salmastre erano in epoca antica collegate. I romani sfruttarono di sicuro le Vieux Salins. Il gruppo più meridionale viene usato dal 1850 e mantenuto attivo con pompaggio di acqua marina. La vecchia "Compagnie des Salins du Midi" azienda di sfruttamento industriale delle saline, ha lasciato il posto al Dipartimento di Conservazione del Litorale, che opera di concerto col Parco Nazionale di Port-Cros. Queste zone umide sono infatti fondamentali per gli uccelli migratori e, quindi, essenziale ne è il mantenimento della biodiversità.
Il promontorio di Giens, ricoperto da una fitta foresta litoranea, definito da numerose falesie, costituite da mica scistosa, presente anche sulle isole limitrofe, alle quali dona particolari riflessi luminosi che spiegano il noto nome di "isole d'oro".
Sulle sue rive si dispongono, a Nord, in senso EO, la spiaggia di Robinson, la Madrague e la punta detta "dei Cavalieri", a Sud, in senso OE, la punta Escampobario, il porto di Niel, davanti al quale si presenta l'isola di Ribaud, La Tour Fondue, da dove partono i traghetti per Porquerolles, e Capo L'Estérel.
Diversi sono gli isolotti al promontorio associati: a Est le Grand Ribaud, le Ribaudin, le Port Auguier e le Petit Port Auguier; a Ovest l'isola Redouno, l'isola Longue, la Ratonnière e la Fourmigue.
Il paese di Giens si trova a 60 m s.l.m., mentre il punto più alto, a 116 m, è la punta Escampobariou.

## Geologia
Il complesso è il risultato della somma di due momenti orogenetici: quello ercinico (320-300 milioni di anni fa) e quello alpino (70-30 Ma).
Hyères si situa al limite tra Provenza cristallina e Provenza calcarea. La prima è costituita dal massiccio dei Maures, i cui sedimenti, formati tra 500 e 350 Ma e metamorfizzati e deformati dall'orogenesi ercinica, si approfondano sotto il comune di Hyères all'altezza di le Fenouillet e dei Maurettes (colline a Nord della città) per riapparire all'altezza del Massiccio Centrale. Giens e le isole d'oro fanno parte del Maures, da cui si sono separate a causa dell'innalzamento del livello del mare durante le ultime glaciazioni.
Da Hyères inizia, verso ovest, la Provenza calcarea e argillosa, proveniente dall'erosione delle catene erciniche, tra i 290 e i 210 Ma. Durante Giurassico e Cretacico il mare occupa la depressione descritta e, verso i 70 Ma, comincia la deformazione alpina, di cui una manifestazione è il Monte degli uccelli tra l'Almanarre e Carqueiranne. I fondali marini intorno a Giens scendono a -2.500 m.
I tombolo si formano durante il quaternario, grazie ai depositi portati dal mare e dai venti, che tipicamente sferzano da est, su un fondale di per sé relativamente basso.

## Clima
La penisola ha due regioni climatiche: est e ovest. La regione ovest è tipicamente marsigliese, con il maestrale che diminuisce l'umidità, mentre quella est è tipicamente nizzarda, più umida.
La piovosità annuale è di 750 mm. Diminuisce di 100 mm da Hyères a La Capte e altri 100 a Porquerolles. Giens ha più 3000 ore di insolazione l'anno, ponendosi al primo posto tra le zone più luminose della Provenza.

## Storia
La penisola di Giens fu un tempo isola, forse fino a tempi relativamente recenti, quanto meno storici.
La città greca d'Olbia fu fondata tra l'Almanarre e Carqueiranne, vicino all'oppidum ligure di Costebelle. I romani stabilirono lì vicino un loro porto, chiamato Pomponiana, del quale ancora non si è individuato un sito certo. L'ipotesi più frequente è che si trovi nel comprensorio archeologico della piana di Giens; un tale abbé Marès la individua a La Tour Fondue; un altro autore invece situa l'insediamento in territorio d'Hyères.
Poiché Plinio il vecchio, nella sua Naturalis historia, dice che nell'isola Mese vi è Pomponiana, e poiché l'ipotesi più sicura è che con Mese si volesse indicare Giens, e non Port-Cros, la tesi dell'abbé Marès può non risultare peregrina.
È stato scoperto un battello romano di più di 2000 anni, che imbarcava circa 6000 anfore, ora esposto nel museo di Hyères.
Innumerevoli furono le incursioni moresche durante il medioevo e non solo: nel 1514, per esempio, dei pescatori hyèrois vengono attaccati, vicino Giens, da dei pirati genovesi del brigantino Corseto.
Raymond Ortolan, medico di re Carlo II è il primo possidente ufficiale di Giens, nel 1284.
Renato d'Angiò, divenuto conte di Provenza, assicura a una compagnia italiana nel 1468 lo sfruttamento del corallo provenzale, abbondante nei dintorni di Hyères e isole. Nel 1474 concede invece la presqu'île a Giovanni e Raimondo di Glandevez.
L'atlante nautico di Luigi XII indica come isole di Hyères Geno (penisola di Giens), Porquerame, Port-Creux e l'isola dei bon hommes, "sant'uomini" (Levante).
Nel 1530 Luisa di Glandevez sposa Bonifacio di Pontevès portandogli in dote la penisola. Nel 1608, dopo la presa di Hyères da parte del duca Carlo I di Guisa, il re Enrico IV consiglia agli hyèrois di ricostruire il paese di Giens, ma, alla morte del re, i lavori si fermarono.
Nel 1691 Antoine François di Pontevès ottiene dal re, Luigi XIV, il passaggio della Signoria a Marchesato, col titolo di "Pontevès-Giens".
Nel XIX secolo inizia lo sfruttamento delle saline di Giens, le Salins des Pesquiers (parte settentrionale della "zona umida" tra i tombolo). Ricerche effettuate presse l'archivio dipartimentale di Draguignan permettono di anticipare tale industria di almeno 50 anni. Una petizione del 28 settembre 1817 del marchese di Pontévès-Giens al Prefetto, infatti, reca una mappa redatta dall'Ufficio urbanistico di Tolone che disegna l'Acapte (oggi La Capte) e le Gras, il canale, visibile ancora oggi, che unisce l'intertombolo al mare. A sud di questo son visibili delle saline, oggetto della petizione del marchese, mentre a nord vi sono i bordigue, stagni per l'allevamento ittico (simile alle madrague di Giens, ma meno profondi).
L'oggetto della petizione è l'inadeguata produttività delle saline stesse, perché, dice il marchese, sono state progettate troppo al di sopra del livello del mare. Sembra che questo timido inizio dell'industria salina a Giens sia terminato qui. Al che il marchese tenta di sfruttare le bordighe, ed è tal fine che cerca l'intervento del prefetto, per riempire le saline e farne delle bordighe, perché, sostiene, le acque salmastre che nelle saline stagnano son foriere di malattie per gli abitanti. La sua richiesta è rifiutata.
Il titolo di marchese si succede fino al 1848, quando François Elzéar di Pontevès-Giens muore senza eredi. Le terre di Giens furono per la gran parte acquistate dal banchiere Le Goff. Un altro acquirente importante fu Herman Sabran, che fondò nel 1892 l'ancora attivo ospedale Renée Sabran, che diede un ulteriore impulso all'economia del paese.
Nel 1927 Joseph Conrad ambienta il suo "The Rover" sulla presqu'île.
Nel 29 dicembre 2005, la penisola è stata classificata, dal Consiglio di Stato, "Zona di protezione del patrimonio architettonico urbanistico e paesaggistico" , dieci anni dopo l'avvio della procedura da parte dell'allora Ministro dell'ambiente Michel Barnier, nel 1995, dopo un periodo di agitazioni degli oppositori durante l'estate 2000 e un'ulteriore fase di arresto nel 2004.